# Vitalik Buterin

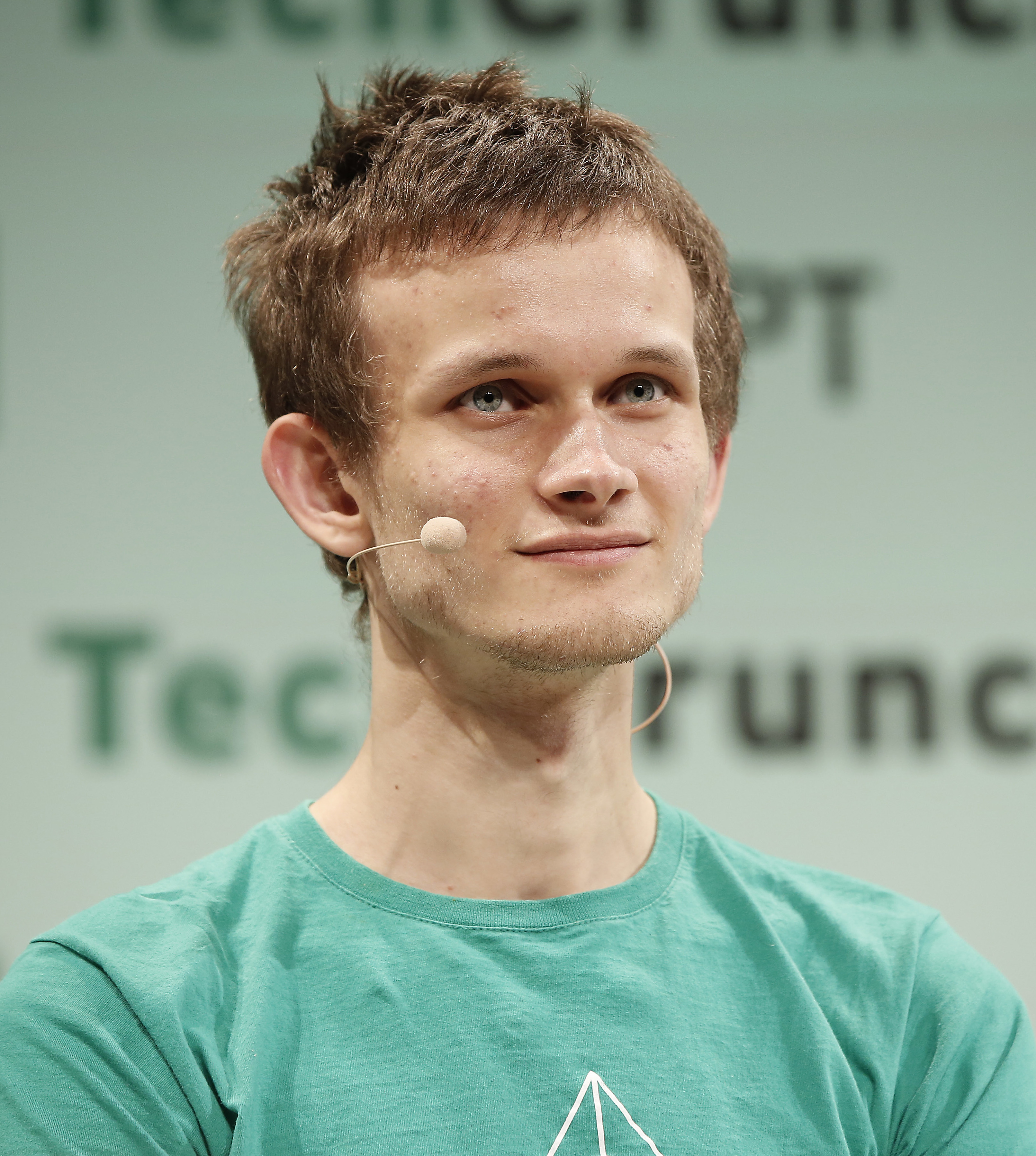
Vitalik Buterin (2015)

Vitalij 'Vitalik' Dmitrijevitsj Buterin (Russisch: Виталий 'Виталик' Дмитриевич Бутерин) (Kolomna, 31 januari 1994), is een Canadees-Russisch computerprogrammeur en schrijver. Hij is onder meer mede-oprichter van Ethereum en Bitcoin Magazine.

## Persoonlijk
Buterin werd geboren in Kolomna, ongeveer 113 kilometer ten zuidoosten van Moskou. Hier bracht hij de eerste jaren van zijn leven door. Op zesjarige leeftijd emigreerde hij met zijn ouders naar Canada, in de hoop op meer kansen en werkgelegenheid. Terwijl hij in Canada in groep vijf van de basisschool zat, werd Buterin opgenomen in een klas speciaal voor hoogbegaafde kinderen. Hier bleek dat hij zich aangetrokken voelde tot mathematische programmering en economie en hierin uitblonk. In 2012 ontving hij een bronzen medaille tijdens de Internationale Olympiade in informatica, een jaarlijks terugkerend competitief concours. Tijdens het tweedaagse concours, dat volledig in het teken staat van programmeren, worden algoritmische problemen opgelost. Buterin volgde een opleiding aan de Universiteit van Waterloo, een openbare onderzoeksuniversiteit in Waterloo, Ontario. Hij maakte zijn opleiding niet af. In 2014 ontving hij de Thiel Fellowship, een geldbedrag van 100.000 dollar dat hij kon uitstrijken over twee jaar. Dankzij de Fellowship had hij de mogelijkheid om een start-up te creëren, een community op te zetten en wetenschappelijk onderzoek te doen. Vanaf dat moment besloot Buterin zich voltijds op de bitcoin toe te leggen. Buterin woont in Zug in Zwitserland.

## Activiteiten
- Pybitcointools (2013) - (2014)
- Bitcoin Magazine (2011 - 2014)
- Ethereum (2013 - heden)

## Begintijd bij Bitcoin Magazine
Buterin ontmoette iemand op een bitcoin-chatplatform. Deze persoon had plannen om een bitcoin-blog te beginnen en bood vijf bitcoin – wat op dat moment een waarde van ongeveer $3,50 vertegenwoordigde – aan iedereen die een artikel voor hem wilde schrijven. Buterin ging voor de website schrijven totdat die werd opgedoekt. In het najaar van 2011 werd Buterin benaderd door iemand anders. Hij werd gevraagd om te gaan schrijven voor een nieuwe publicatie: Bitcoin Magazine. Hiermee werd Buterin de mede-oprichter en droeg hij zijn steentje bij als belangrijkste schrijver. In navolging hiervan schreef Buterin ook bitcoin-gerelateerde artikelen voor andere platformen, waaronder Bitcoin Weekly. Bitcoin Magazine begon in 2012 ook met een gedrukte editie van het online platform. Er werd naar Bitcoin Magazine verwezen als zijnde de eerste serieuze publicatie die volledig was gewijd aan cryptocurrency (cryptogeld). Bitcoin Magazine werd gekocht door BTC Media, waar Buterin voor bleef schrijven tot halverwege 2014. Aansluitend had hij een functie in de redactieraad van Ledger, het eerste door vakgenoten beoordeelde wetenschappelijke tijdschrift in dit genre, dat publiceert over alle onderzoeken die betrekking hebben op alle aspecten van cryptocurrency’s. Hieronder vallen digitale betalingseenheden zoals de bitcoin en blockchaintechnologie, inclusief wiskunde, computerwetenschappen, engineering, wetgeving, economie en filosofie.

## Ethereum
Buterin is mede-oprichter en ontwerper van Ethereum, een decentraal platform waarop software ontwikkeld kan worden om applicaties te laten draaien in een gedeeld enkelvoudig gedistribueerd grootboek.

## Opensource-software
Buterin heeft ook aan de ontwikkeling van andere opensource-softwareprojecten meegewerkt. Enkele hiervan zijn Kryptokit, Pybitcointools, Multsig en BTCkeysplit. Daarnaast heeft hij zijn bijdrage geleverd aan DarkWallet en de online cryptocurrency-marktplaats Agora.

## Prijzen en erkenningen
- Thiel Fellowship Award in 2014;
- Fortune 40 onder 40-lijst in 2016. Dit is een lijst van personen die door de redactie van Fortune Magazine gezien worden als de meest invloedrijke jonge leiders voor dat desbetreffende jaar.